# Metges del Món
Médecins du Monde o (MdM) o Metges del Món, és una organització no governamental de caràcter internacional que proporciona atenció mèdica d'emergència i de llarg termini per a poblacions vulnerables, i defensa la igualtat d'accés a l'assistència sanitària al món sencer.

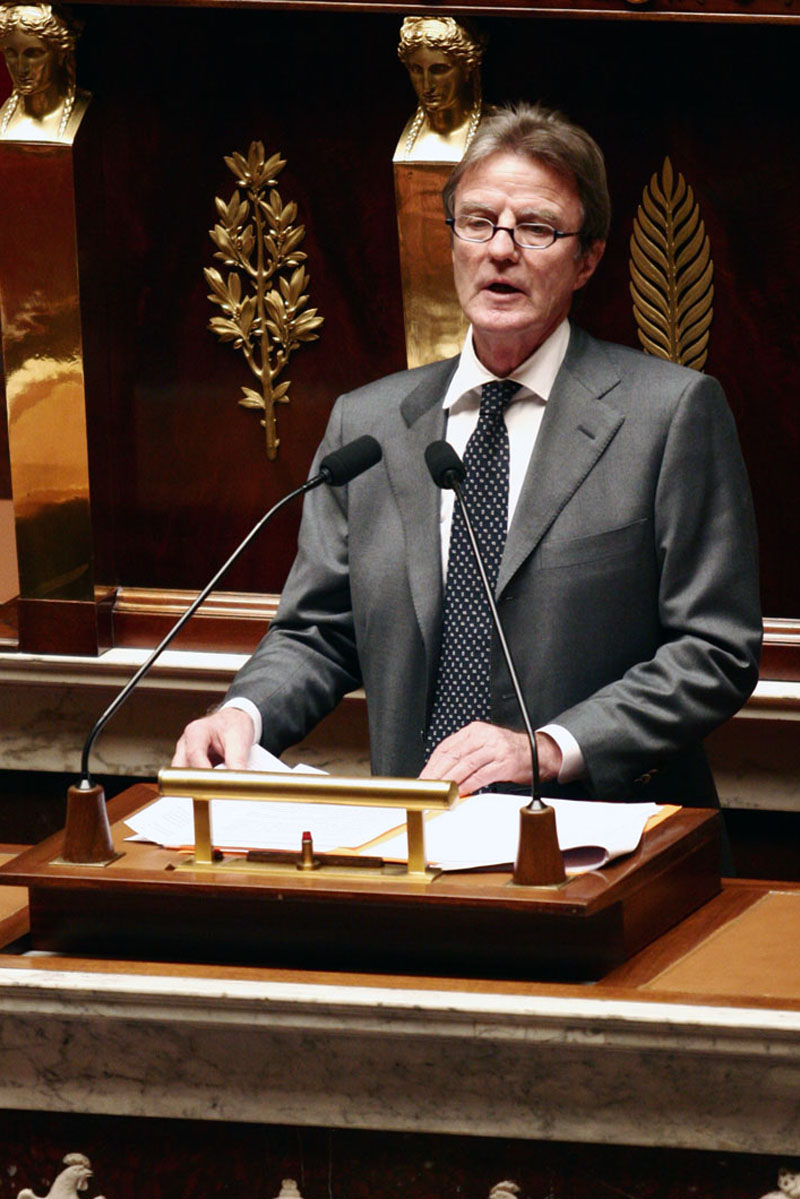
Bernard Kouchner, fundador de MdM, a l'Assemblea Nacional francesa l'11 de desembre de 2007

Va ser fundada el 1980 per un grup de 15 metges francesos —entre els quals Bernard Kouchner— després d'haver abandonat Médecins Sans Frontières (MSF, Metges sense Fronteres), l'organització que Kouchner havia co-fundat a principis de 1971. Metges del Món es va crear amb la missió de proporcionar atenció mèdica d'emergència oportuna i lliure de restriccions legals i administratives, per treballar amb les poblacions locals garantint la sostenibilitat a llarg termini dels sistemes de salut, i per advocar en nom de les poblacions ateses per MdM. La creació de MdM va ser fruit del desacord de Kouchner amb certs aspectes de les polítiques de MSF. Kouchner va considerar que MSF estava renunciant al principi fundador de témoignage ("testimoni"), que es referia a donar a conèixer les atrocitats presenciades pels cooperants.
Metges del Món està present en catorze estats: l'Argentina, Bèlgica, el Canadà, l'Estat Espanyol, França, Grècia, el Japó, els Països Baixos, Portugal, el Regne Unit, Suècia, Suïssa i els Estats Units. A l'Estat Espanyol, Metges del Món va començar a treballar el 1988, com una delegació de Médecins du Monde. Dos anys després, el 1990, es va constituir oficialment com Metges del Món Espanya. Als Països Catalans, hi ha delegacions a Catalunya, al País Valencià i a les Illes Balears.
Des de 1998, Metges del Món Espanya convoca anualment el Premi Internacional Luis Valtueña de Fotografia Humanitària.